# 喜树碱
喜樹鹼（英語：Camptothecin，简称CPT），是一種細胞毒性喹啉類生物鹼，能抑制DNA拓撲異構酶(TOPO I)。
1966年由M.E. Wall和M.C. Wani 通過有系統的篩選天然物質，進而發現的抗癌藥物。
喜樹鹼可由產於中國的喜樹(喜樹，幸福樹)及台灣台東、蘭嶼的青脆枝樹皮和枝幹分離出來，早期為傳統中醫療法治療癌症的方法。喜樹鹼在初步臨床試驗有顯著的抗癌特性、溶解度低以及含有高度的藥物不良反應特性。藥用化學家進而利用這些特性開發出了多樣的合成喜樹鹼和各種衍生品，以增加良好的效果。現今已有兩個喜樹鹼的類似物批准，並為癌症進行化療，如拓撲替康和伊立替康。

## 結構
喜樹鹼是由5個平面的環狀結構構成，包括一個beta-3,4-喹啉吡咯(A、B和C環)，連接一個吡啶(D環)，最後在接上一個S-alpha-羥基內脂環(E環)，在第20個碳的位置含有一個掌性中心。
此種平面結構，被認為是抑制拓撲異構酶最重要的因素。

Binding of CPT to topo I and DNA

## 鍵結
喜樹鹼和拓撲異構酶以及DNA鍵結形成一複合體(共價複合物)，進而穩定了DNA以及拓樸異構酶。此種鍵結方式能預防DNA的再連結，進而使DNA損壞且進入細胞凋亡。
喜樹鹼利用氫鍵和酵素以及DNA做鍵結，其中喜樹鹼最重要的結構部分是在E環，E環利用三個不同的位置和酵素形成交互作用，在位置20的羥基形成氫鍵並鍵結酵素裡的第533號天門冬氨酸(Asp533)。
喜樹鹼最關鍵的構造在於它的掌性碳，掌性碳是S並非R，因為R是沒有活性的。而內脂環的位置有兩個氫鍵去跟第364號的精氨酸(Arg364)做鍵結。
D環的位置和一帶正電的胞嘧啶形成鍵結並且藉由與DNA-拓樸異構酶的共價複合物形成氫鍵，進而穩定了複合物，此氫鍵是位於D環上位置17的羰基和嘧啶環上的正電胞嘧啶間。
喜樹鹼和DNA形成的複合物，如果在細胞S期時和複製叉碰撞後，即會產生毒性。

## 物化特性
喜樹鹼裡的內脂環是非常容易被水解的，其開放的環狀結構是沒有活性的，所以內脂環必須是封閉的構型才能去抑制拓樸異構酶，內脂環封閉的構造也導致其較親酸性條件，就如同許多癌細胞所適應的環境。

喜樹鹼內脂環的開環反應

喜樹鹼藉由被動運輸進入細胞內，由於細胞偏好親油性物質，進而提升了內脂環在細胞內的量，為了改善內脂環分解後進入紅血球的效率，所以親油性比親水性的內脂環來的多，因為親油性的化合物在細胞內較於穩定。
喜樹鹼和人血清白蛋白(Human serum albumin)有親和力，特別是和喜樹鹼的羧酸構造，因為此構造，內脂環和羧酸的構造，是朝羧酸發展，此一方法能減少人血清白蛋白和藥物間相互做用，進而改進藥物的活性

## SAR-結構活性關係

Camptothecin

根據一些研究指出，在7、9、10和11的位置對喜樹鹼的活性和物理特性有正向的影響，例如效力和代謝的穩定。在內脂環上接上一甲基後，能使其功能類似homocamptothecin，但如果在12和14的位置上做取代，則會導致活性喪失。

### 烷基取代
如果在位置7加上乙基(C2H5)或甲基氯(CH2Cl)則細胞毒素會增加，這些團基在拓樸異構酶存在的情況下，能夠跟DNA產生反應進而使腫瘤細胞更加活化，且如果延長位置7的碳鏈，可以使親油性增加進而有更大的效益在穩固人體血漿細胞的穩定，喜樹鹼的類似物也是在第7個碳上做修飾，如silatecans和karenitecins，這些類似物有抑制拓樸異構酶的能力，以及在第7個碳上做親油性的修飾來更加穩定。
Silatecans或稱作7-silylcampthothecins能減低藥物和人血清白蛋白的交互作用，進而使血液趨於穩定，並且能穿過血腦屏障，DB-67是一個含有10個羥基的複合物，且DB-67能夠活化silatecans。BNP1350是一個屬於karenitecins系列的細胞毒素耐受力的物質。
另外，若使CPT加上甲基或oxyiminomethyl，之後能產生一具有強效耐藥性的化合物ST1481。能在位置7的位置上增加親水力，進而更有有水溶性。

#### 喜樹鹼六環類似物
喜樹鹼的六環類似物含有極高的潛力，例如Methylenedioxy或ethylenedioxy基團接在10、11或5、6的位置，能衍生出更具親水力的衍生物，研究指出含有ethylendioxy的類似物methylendioxy的類似物來的弱，原因是因為和酵素間的立體障礙。
若在10,11- methylenedioxy或ethylenedioxy的類似物中的第九位加入氨基或氯基，或者是在第七位加入甲基氯，則能使化合物的細胞毒性提高，但是會降低水溶性。

### C-環,D-環修飾
C-環和D-環，具有抗腫瘤活性的重要作用。在更換任何位置的結果都要比原來的化合物的細胞活性低。

### E-環修飾
E-環不允任何的結構改變影響到喜樹鹼的活性，只有一個可能的替代方法就是，將羥基換成氟或氯或溴，因為這些化合物的極性才允許酵素複合物的穩定性。
另一種可能的修改是在E環的羥基和內脂環中插入亞甲基，beta-羥基內脂環也就是所謂的homocamptothecin（HCPT）。 HCPT的羥基隊對於羧基的誘導性較低，所以內脂環會變的較有活性。
這增強了自由羥基與拓撲異構酶形成共價複合物。 E環的HCPT打開比較慢，且開放是不可逆轉的。 hCPTs表現，因為蛋白結合的下降，導致喜樹鹼對人類血球的親合力上升，也使得人類血清白蛋白更趨於穩定。

## 外部連結
- 喜樹堿 Camptothecin （页面存档备份，存于） 中草藥化學圖像數據庫 (香港浸會大學中醫藥學院) （中文）（英文）